# Partido Socialista Nacional
No debe confundirse con los partidos nacional socialistas de denominación similar.
El Partido Socialista Nacional fue un pequeño partido político británico fundado en 1916. Tuvo sus orígenes como grupo minoritario del Partido Socialista Británico que apoyaba la participación británica en la Primera Guerra Mundial; aunque históricamente vinculado a la izquierda marxista, el partido evolucionó hacia posiciones más moderadas. Se afilió al Partido Laborista y fue finalmente absorbido por éste.

## Historia

### Orígenes
El Partido Socialista Nacional fue fundado por Henry Hyndman y sus seguidores tras su derrota en las elecciones primarias al liderazgo del Partido Socialista Británico. Consideraban deseable apoyar al Reino Unido en la Primera Guerra Mundial contra el «militarismo prusiano». Aunque afirmaban ser un partido marxista, tras su afiliación al Partido Laborista en 1918 renunciaron al concepto de partido de vanguardia y vieron en la Revolución rusa el peligro que debilitaría el esfuerzo bélico del Reino Unido. El partido se agrupaba en torno al periódico Justice.
En las elecciones generales de 1918 fueron elegidos diputados del Parlamento del Reino Unido tres miembros del partido: Dan Irving y Will Thorne como candidatos del Partido Laborista, y Jack Jones como candidato del Partido Socialista Nacional.

### Federación Socialdemócrata
En 1919, el grupo cambió su nombre por el de Federación Socialdemócrata, recuperando el nombre que había utilizado el Partido Socialista Británico. En cierto momento hasta once diputados eran miembros de la organización, pero tras el fallecimiento de Hyndman en 1921, el grupo se fue disolviendo gradualmente en el Partido Laborista. El partido presentó varios candidatos en cada elección hasta 1924, todos en las listas del Partido Laborista. Después de 1924, sus diputados fueron presentados directamente por sus organizaciones locales del Partido Laborista. El partido finalmente se disolvió en 1939 debido a la falta de fondos, aunque algunos miembros formaron una Hermandad Socialdemócrata.
Otros destacados miembros fueron Henry W. Lee, Hunter Watts, John Stokes y Joseph Burgess.

## Resultados electorales
| Elecciones | Escaños | ±           | N.º votos    | %    | Posición | Líder         |
| ---------- | ------- | ----------- | ------------ | ---- | -------- | ------------- |
| 1918       | 1/670   | Crecimiento | 11.013 (#12) | 0,1% |          | Henry Hyndman |

### Elecciones generales de 1918
| Circunscripción | Candidato         | N.º votos | %    | Posición |
| --------------- | ----------------- | --------- | ---- | -------- |
| Burnley         | Dan Irving        | 15.217    | 41,9 | 1º       |
| Reading         | Lorenzo Quelch    | 1.462     | 5,2  | 4º       |
| Romford         | Arthur Whiting    | 2.580     | 14,4 | 3º       |
| Silvertown      | John Joseph Jones | 6.971     | 51,6 | 1º       |

### Elecciones parciales, 1918-1922
| Elecciones              | Candidato   | Votos  | %    | Posición |
| ----------------------- | ----------- | ------ | ---- | -------- |
| Kirkcaldy Burghs (1921) | Tom Kennedy | 11.674 | 53,4 | 1º       |

### Elecciones generales de 1922
| Circunscripción  | Candidato   | Votos  | %    | Posición |
| ---------------- | ----------- | ------ | ---- | -------- |
| Burnley          | Dan Irving  | 17.385 | 39,1 | 1º       |
| Kirkcaldy Burghs | Tom Kennedy | 12.089 | 48,6 | 2º       |

### Elecciones generales de 1923
| Circunscripción  | Candidato             | Votos  | %    | Posición |
| ---------------- | --------------------- | ------ | ---- | -------- |
| Buckingham       | Edward J. Pay         | 11.824 | 47,0 | 2º       |
| Burnley          | Dan Irving            | 16.848 | 37,8 | 1º       |
| Islington Sur    | William Sampson Cluse | 7.764  | 37,0 | 1º       |
| Islington Oeste  | Frederick Montague    | 7.955  | 41,4 | 1º       |
| Kirkcaldy Burghs | Tom Kennedy           | 14.221 | 54,4 | 1º       |

### Elecciones generales de 1924
| Circunscripción  | Candidato             | Votos  | %    | Posición |
| ---------------- | --------------------- | ------ | ---- | -------- |
| Buckingham       | Edward J. Pay         | 8.939  | 30,6 | 2º       |
| Islington Sur    | William Sampson Cluse | 10.347 | 42,8 | 1º       |
| Islington Oeste  | Frederick Montague    | 10.174 | 45,3 | 1º       |
| Kirkcaldy Burghs | Tom Kennedy           | 14.038 | 52,7 | 1º       |